# Chapare arenavírus
O Chapare arenavírus é uma espécie de arenavírus altamente mortífero, causador de sangramento e choque e que se abriga em roedores. No ano de 2008 matou pelo menos um homem na Bolívia, de onde tirou seu nome, mais precisamente da região de Chapare, no sopé dos Andes.